# Мениль-Летр
Мени́ль-Летр (фр. Mesnil-Lettre) — коммуна во Франции, находится в регионе Шампань — Арденны. Департамент — Об. Входит в состав кантона Рамрюпт. Округ коммуны — Труа.
Код INSEE коммуны — 10236.
Коммуна расположена приблизительно в 150 км к востоку от Парижа, в 60 км южнее Шалон-ан-Шампани, в 23 км к северо-востоку от Труа.

## Население
Население коммуны на 2008 год составляло 60 человек.
| 1962 | 1968 | 1975 | 1982 | 1990 | 1999 | 2008 |
| ---- | ---- | ---- | ---- | ---- | ---- | ---- |
| 54   | 61   | 47   | 34   | 48   | 47   | 60   |

## Администрация
| Период | Период | Фамилия        | Партия | Примечания |
| ------ | ------ | -------------- | ------ | ---------- |
| 1966   | 2001   | Морис Валуа    |        |            |
| 2001   | 2014   | Жильбер Петите |        |            |

## Экономика

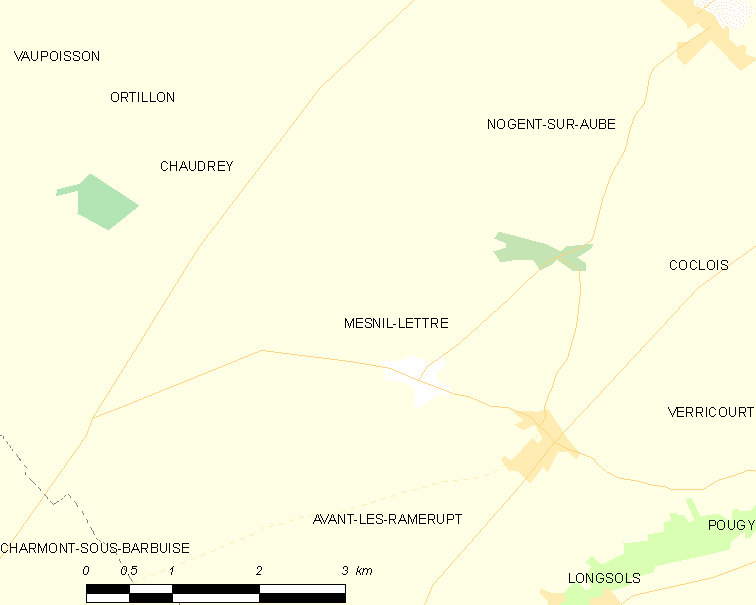
Карта коммуны

В 2007 году среди 40 человек в трудоспособном возрасте (15—64 лет) 33 были экономически активными, 7 — неактивными (показатель активности — 82,5 %, в 1999 году было 84,6 %). Из 33 активных работали 31 человек (17 мужчин и 14 женщин), безработных было 2 (0 мужчин и 2 женщины). Среди 7 неактивных 4 человека были учениками или студентами, 2 — пенсионерами, 1 был неактивным по другим причинам.